# Кукк, Михкель
Михкель Кукк (эст. Mihkel Kukk; род. 8 октября 1983[…], Йыгева) — эстонский легкоатлет, специалист по метанию копья. Выступал за сборную Эстонии по лёгкой атлетике в конце 2000-х — начале 2010-х годов, обладатель серебряной и бронзовой медалей Кубка Европы по зимним метаниям, победитель и призёр первенств национального значения, участник летних Олимпийских игр в Пекине.

## Биография
Михкель Кукк родился 8 октября 1983 года в городе Йыгева Эстонской ССР.
Впервые заявил о себе в лёгкой атлетике на международном уровне в сезоне 2008 года, когда вошёл в состав эстонской национальной сборной и выступил на Кубке Европы по зимним метаниям в Сплите, где стал бронзовым призёром в зачёте метания копья. Помимо этого, летом одержал победу на чемпионате Эстонии в Таллине, а на турнире DN Galan в Стокгольме установил свой личный рекорд — 81,77 метра. Благодаря череде удачных выступлений удостоился права защищать честь страны на летних Олимпийских играх в Пекине — на предварительном квалификационном этапе метнул копьё на 75,56	метра, чего оказалось недостаточно для выхода в финал.
После пекинской Олимпиады Кукк остался действующим легкоатлетом на ещё один олимпийский цикл и продолжил принимать участие в крупнейших международных стартах. Так, в 2009 году он выиграл серебряную медаль на Кубке Европы по зимним метаниям в Лос-Реалехосе, занял седьмое место на Универсиаде в Белграде, выступил на чемпионате мира в Берлине.
В 2011 году во второй раз выиграл эстонский национальный чемпионат, был пятым на Универсиаде в Шэньчжэне, метал копьё на чемпионате мира в Тэгу.
Завершил карьеру профессионального легкоатлета в 2014 году.
Помимо занятий лёгкой атлетикой также играл на позиции полузащитника в футбольном клубе Jõgeva SK Noorus-96.